# Neuvillers-sur-Fave
Neuvillers-sur-Fave ist eine auf 380 Metern über Meereshöhe gelegene Gemeinde im französischen Département Vosges in der Region Grand Est (bis 2015 Lothringen).

## Geografie, Infrastruktur
Durch Neuvillers-sur-Fave verläuft die vormalige Route nationale 420. Die Gemeinde grenzt im Nordwesten an Nayemont-les-Fosses, im Nordosten an Frapelle, im Osten an Combrimont, im Südosten an Bertrimoutier, im Süden an Raves und im Westen an Pair-et-Grandrupt.

## Bevölkerungsentwicklung
| Jahr      | 1962 | 1968 | 1975 | 1982 | 1990 | 1999 | 2005 | 2014 |
| --------- | ---- | ---- | ---- | ---- | ---- | ---- | ---- | ---- |
| Einwohner | 218  | 201  | 229  | 262  | 276  | 254  | 281  | 344  |

## Gemeindepartnerschaft
- Seit 1986 besteht eine Partnerschaft mit dem belgischen Dorf Neuvillers in der Gemeinde Libramont-Chevigny.